# ترووران
شهر ترووران (به فرانسوی: Tervuren) در ناحیه اداری لوان در استان فلومیش بربان در منطقه فلاندری در کشور بلژیک واقع شده‌است.